# Brachyelytrum japonicum
Brachyelytrum japonicum är en gräsart som först beskrevs av Eduard Hackel, och fick sitt nu gällande namn av Jinzô Matsumura och Masaji Masazi Honda. Brachyelytrum japonicum ingår i släktet Brachyelytrum och familjen gräs. Inga underarter finns listade i Catalogue of Life.